# 鲁布桑扎布·穆尔道尔吉
鲁布桑扎布·穆尔道尔吉（1919年—1996年）蒙古族，蒙古乌兰巴托人，蒙古作曲家。

## 生平
穆尔道尔吉1919年生于乌兰巴托，曾是達吉尼夫人的養子。他是蒙古1950年代及1960年代最知名的作曲家。其交响乐作品《我的祖国》（Manai Ekh Oron）作于1955年，是蒙古国历史上第一部交响乐作品。他也是蒙古人民共和国国歌（后来成为蒙古国国歌）的两位曲作者之一。他被视为属于“19世纪欧洲作曲家派”，和其他蒙古作曲家如色姆布·贡其格苏姆拉、额勒格曾格·朝道格均从柴科夫斯基及古斯塔夫·马勒处吸取灵感。